# Non essere cattivo
Non essere cattivo is een Italiaanse film uit 2015, geregisseerd door Claudio Caligari. De film ging op 7 september in première op het filmfestival van Venetië waar hij zeven prijzen in de wacht sleepte, waaronder de Pasinetti-prijzen voor beste film en beste acteur (Luca Marinelli).

## Verhaal
Ostia, 1995. De twintigers Vittorio en Cesare zijn vrienden en bloedbroeders die leven in een wereld van uitgaan, snelle auto’s, drank, synthetische drugs en cocaïne. Hun levensstijl kost veel geld en Vittorio begint andere zaken te wensen. Wanneer hij Linda ontmoet, besluit hij uit zelfbescherming zich van Cesare af te scheiden die steeds verder wegzakt. Later ontmoeten ze elkaar weer en Vittorio probeert zijn oude vriend te overtuigen om werk te zoeken om zijn leven terug op de rails te krijgen. Uiteindelijk accepteert Cesare het voorstel en hij begint ook te daten met Viviana, de ex-vriendin van Vittorio. Cesare droomt er al van om een gezin met haar te starten maar hij kan niet ontkomen aan de lokroep van de straat. Niettegenstaande de mislukking en de eindeloze discussies met zijn vriendin Linda, besluit Vittorio zijn vriend niet te laten vallen. Hun band is te sterk en hij blijft hopen op een toekomst voor Cesare.

## Rolverdeling
| Acteur                | Personage |
| --------------------- | --------- |
| Luca Marinelli        | Cesare    |
| Alessandro Borghi     | Vittorio  |
| Roberta Mattei        | Linda     |
| Silvia D'Amico        | Viviana   |
| Alessandro Bernardini | Brutto    |
| Valentino Campitelli  | Grasso    |
| Danilo Cappanelli     | Lungo     |
| Manuel Rulli          | Corto     |

## Productie
De film werd geselecteerd als Italiaanse inzending voor de beste niet-Engelstalige film voor de 88ste Oscaruitreiking. De film werd in 2016 genomineerd voor 14 David di Donatello-prijzen maar kon er maar één verzilveren (beste geluid), won 4 Nastri d'argento en werd genomineerd voor de Globo d'oro voor beste film.

## Prijzen en nominaties
De belangrijkste:
| Jaar | Prijs                    | Categorie                         | Genomineerde(n)                                         | Uitslag  |
| ---- | ------------------------ | --------------------------------- | ------------------------------------------------------- | -------- |
| 2016 | Premi David di Donatello | Beste geluid                      | Angelo Bonanni                                          | Gewonnen |
| 2016 | Nastro d'argento         | Film dell'anno                    | Valerio Mastandrea, Luca Marinelli en Alessandro Borghi | Gewonnen |
| 2016 | Nastro d'argento         | Beste cinematografie              | Maurizio Calvesi                                        | Gewonnen |
| 2016 | Nastro d'argento         | Migliore sonoro in presa diretta  | Angelo Bonanni                                          | Gewonnen |
| 2016 | Nastro d'argento         | Beste producent                   | Pietro Valsecchi                                        | Gewonnen |
| 2015 | Filmfestival van Venetië | Pasinetti-prijs voor beste film   | Claudio Caligari                                        | Gewonnen |
| 2015 | Filmfestival van Venetië | Pasinetti-prijs voor beste acteur | Luca Marinelli                                          | Gewonnen |